# 钩回
钩回（英語：Uncus）是大脑海马旁回的前端结构，是颞叶的一部分，与颞叶尖端之间有一裂隙（incisura temporalis）隔开。在生物形态学上钩回属于嗅脑的一部分，属于边缘系统。

## 临床
临床上回与以下疾病相关：
- 脑疝[3][5]

- 癫痫的一种（Uncinate fits)，发作前常出现臭味幻觉，此症状的生理学基础是颞叶上的嗅觉皮层覆盖钩回[6][7]。

## 图像

钩回位于红色标记处
人脑底部视图（钩回位于绿色区域最靠近中心部分）
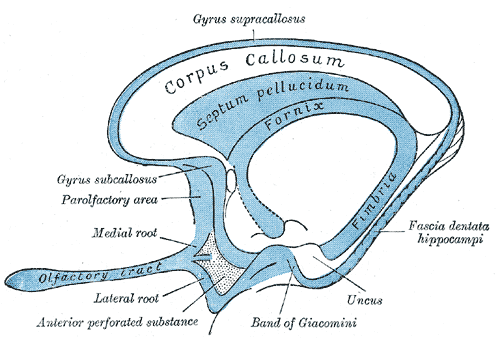
嗅脑图示（钩回位于底部）